# The Aggressor (film 1911)
The Aggressor è un cortometraggio muto del 1911 diretto da Thomas H. Ince e da George Loane Tucker. Il film è considerato presumibilmente perduto.

## Produzione
Il film fu prodotto dall'Independent Moving Pictures Co. of America (IMP).

## Distribuzione
Il film - un cortometraggio muto in una bobina - uscì nelle sale statunitensi il 19 ottobre 1911, distribuito dalla Motion Picture Distributors and Sales Company. Non si conoscono copie ancora esistenti della pellicola che viene considerata presumibilmente perduta.